# Mars: War Logs
Mars: War Logs — компьютерная игра в жанре Action/RPG с элементами киберпанка, разработанная Spiders, изданная Focus Home Interactive 26 апреля 2013 года на платформах Microsoft Windows, Xbox 360, PlayStation 3.

## Сюжет
Предыстория
Земляне колонизировали Марс более чем за 200 лет до начала игры. О полном преобразовании климата не могло быть и речи, поэтому вначале на планете построили горстку анклавов в наиболее пригодных для жизни районах. Высаживались растения, способные развиваться в марсианских условиях и создавать пригодную для людей и животных атмосферу. В дальнейшем на Марсе люди построили города, сельскохозяйственные угодья, шахты, скотоводческие фермы и научно-исследовательские центры — чтобы колонисты смогли перейти на самообеспечение. Также на Марс завезли различных животных.
Примерно через 70 лет после прибытия первых колонистов, произошла катастрофа космического масштаба (в игре она называется «Смута»). В результате ось планеты сместилась, большинство сооружений было разрушено, а связь с Землёй — утеряна. Многие колонисты, вынужденные бежать из развалин городов и сельскохозяйственных комплексов, попали под воздействие страшного солнечного излучения. Те из них, кто выжил, вскоре превратились в пылевиков (или Мутантов), отверженных обществом. Запасы воды быстро иссякли, а компании, её распределяющие, фактически заменили собой правительства.
К началу игры люди собрались под знаменами четырёх крупных вододобывающих компаний, называемых гильдиями, с разной историей, философией и методами. Они ведут непрекращающуюся борьбу между собой. Основное событие игры проходит на фоне войны между «Авророй» и «Изобилием»

## Отзывы и продажи
| Сводный рейтинг | Сводный рейтинг |
| Агрегатор       | Оценка          |
| --------------- | --------------- |
| GameRankings    | 59,50 %         |
| Metacritic      | 59/100 (PC)     |

Игра получила посредственные отзывы. На сайте-агрегаторе Metacritic средняя оценка игры составляет 59 из 100 для платформы PC.
Летом 2018 года, благодаря уязвимости в защите Steam Web API, стало известно, что точное количество пользователей сервиса Steam, которые играли в игру хотя бы один раз, составляет 191 401 человек.